# Kostel Nejsvětějšího srdce Páně (Vinohrady)
Kostel Nejsvětějšího Srdce Páně v pražské čtvrti Vinohrady je římskokatolický farní kostel postavený v modernistickém slohu v letech 1928 až 1932. Nachází se na náměstí Jiřího z Poděbrad v Praze poblíž stejnojmenné stanice metra.

## Historie
První idea stavby chrámu na Vinohradech zasvěceného Nejsvětějšímu Srdci Páně vznikla již roku 1884, kdy na něj ženský spolek Jednota sv. Elišky zahájil finanční sbírku. Dalším krokem byl urbanistický plán městské čtvrti Královské Vinohrady, který při překotném nárůstu měšťanských domů v letech 1919 až 1922 zohlednil situaci obřadů v již přeplněném kostele sv. Ludmily. K realizaci projektu byl vyzván slovinský architekt Jože Plečnik po svém nástupu do funkce hlavního architekta Pražského hradu. První Plečnikův projekt předpokládal, že chrám bude obklopen antikizujícím sloupovím.
Kostel stojí v Městské památkové zóně Vinohrady, Žižkov, Vršovice. V roce 2010 byl zařazen mezi národní kulturní památky a v roce 2014 byl radnicí Prahy 3, Ministerstvem kultury České republiky a Slovinskou republikou navržen na zápis na seznam Světového dědictví.

## Popis kostela

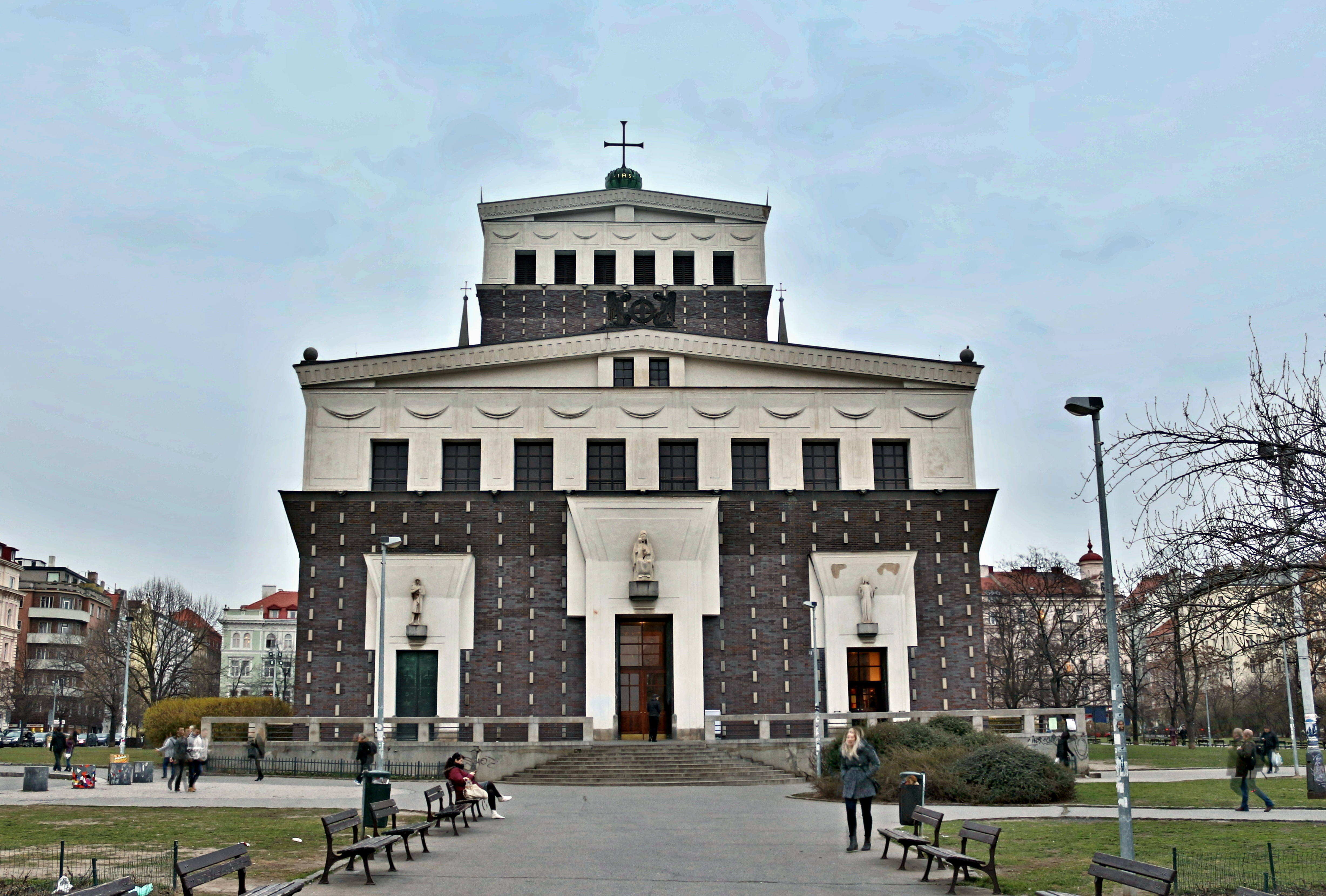
Portál kostela

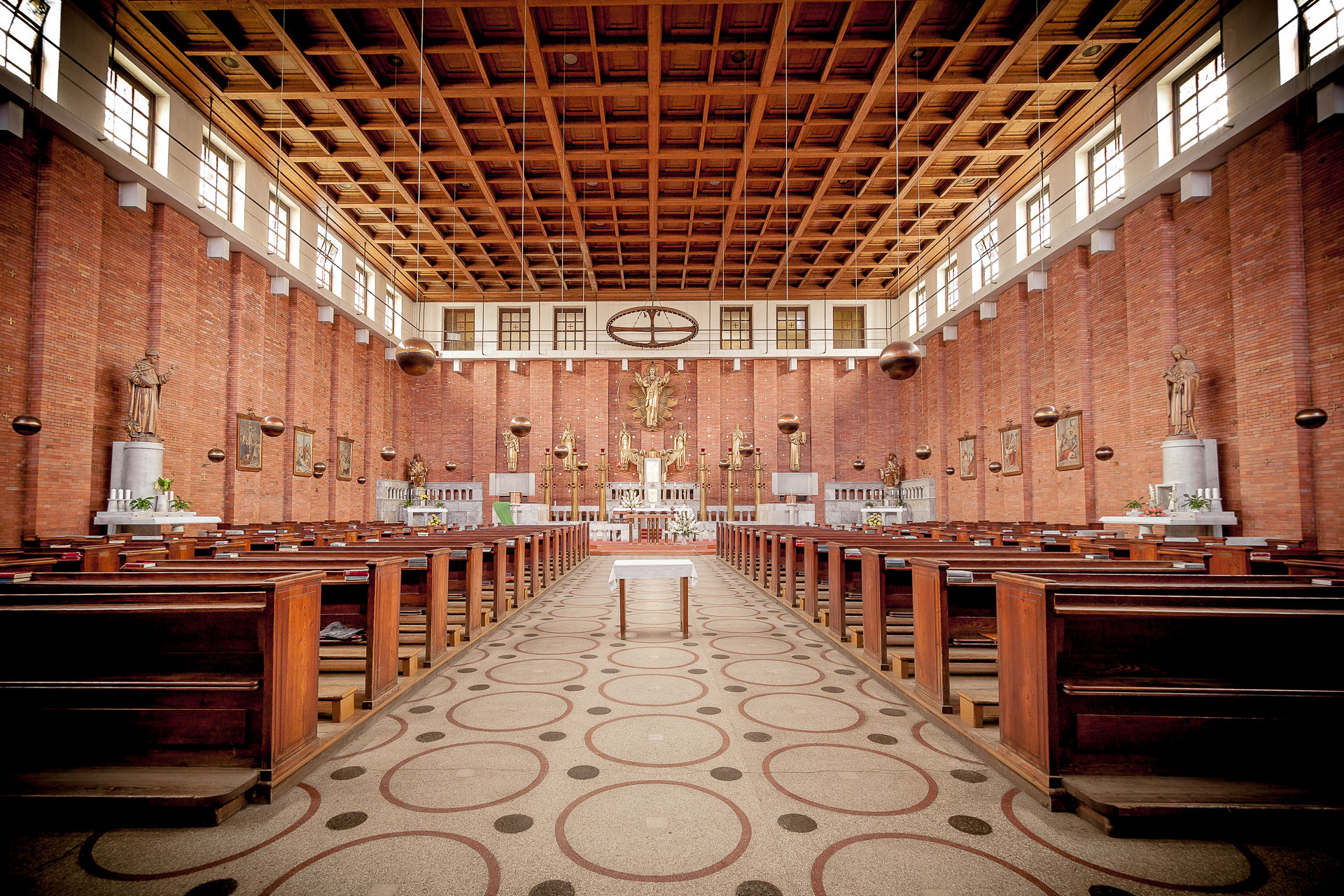
Interiér

Monumentální moderní stavba z režných cihel v železobetonovém skeletu byla realizována v letech 1928 až 1932 podle projektu Jože Plečnika. Neobvyklý tvar stavby byl inspirován Noemovou archou a královskou symbolikou (např. fasáda s vystupujícími kameny symbolizuje královský hermelín, báň na vrcholu věže královské jablko). V široké hlavní věži kostela (výška 42 metrů) jsou umístěny kulaté hodiny o průměru 7,6 metru, které tak jsou největší v Česku. Během druhé světové války bylo šest zvonů z věže roztaveno pro výrobu zbraní. V roce 1992 byly navráceny dvě kopie. Západní průčelí kostela zdobí tři sochy (Dobrý pastýř, Madona s Ježíškem a Orantka) od Bedřicha Stefana.

## Interiér kostela
Interiér kostela z neomítnutých ušlechtilých cihel (13 metrů vysoký) má kazetový strop. Nad oltářem je umístěna zlacená socha Ježíše Krista z lipového dřeva (výška 3,15 m). Po bocích stojí šest patronů české země (sv. Jan Nepomucký, sv. Anežka, sv. Vojtěch, sv. Václav, sv. Ludmila a sv. Prokop) od Damiana Pešana. Varhany byly postaveny v roce 1936 Josefem Melzerem. Obrazy křížové cesty namaloval František Doubek. Barevnou výzdobu oken s motivem Srdce Páně navrhl Karel Svolinský. Šikmé chodníky vedou okolo hodin až na vrchol věže, ta není běžně přístupná veřejnosti. V podzemí kostela je kaple s valenou klenbou.

## Nový oltář
V roce 2018 byl v kostele instalován nový kamenný oltář, který se od Plečnikova zcela pravoúhlého interiéru liší svým oválným tvarem. Oltář je umístěn čelem k lidu; nahradil provizorní oltář z roku 1992. Na návrh architektů Josefa Pleskota a Norberta Schmidta byl zhotoven z jednoho kusu bílého Carrarského mramoru, který sochař Petr Váňa umístil do geometrického středu stavby. Obsahuje ostatek svaté Markéty Marie Alacoque, která patří mezi iniciátory úcty k Nejsvětějšímu Srdci Páně. Byl posvěcen 24. listopadu 2018 a uhrazen ze sbírky mezi farníky. Oba architekti jej navrhli bez nároku na honorář.

## Galerie

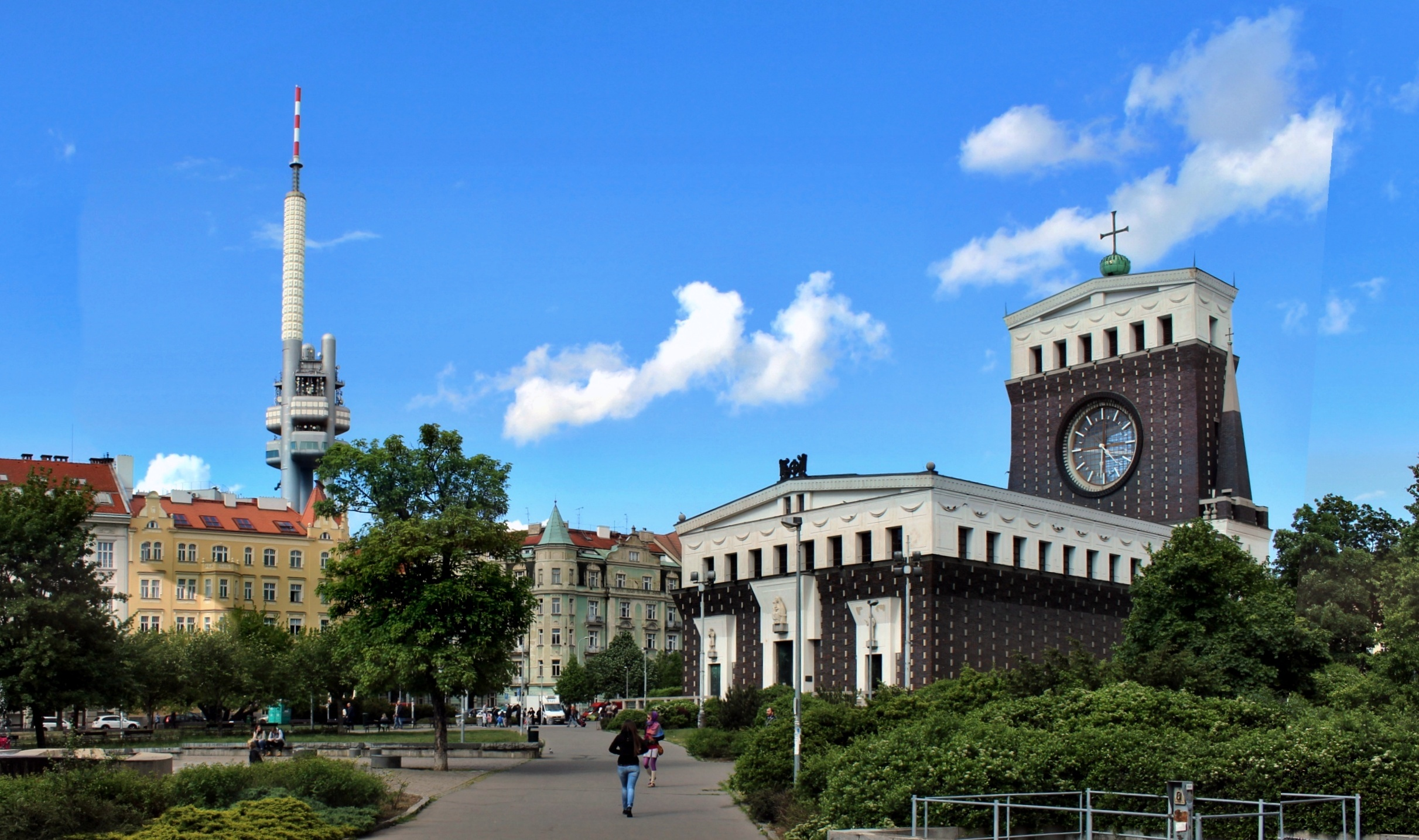
Nedaleko kostela je i Žižkovský vysílač
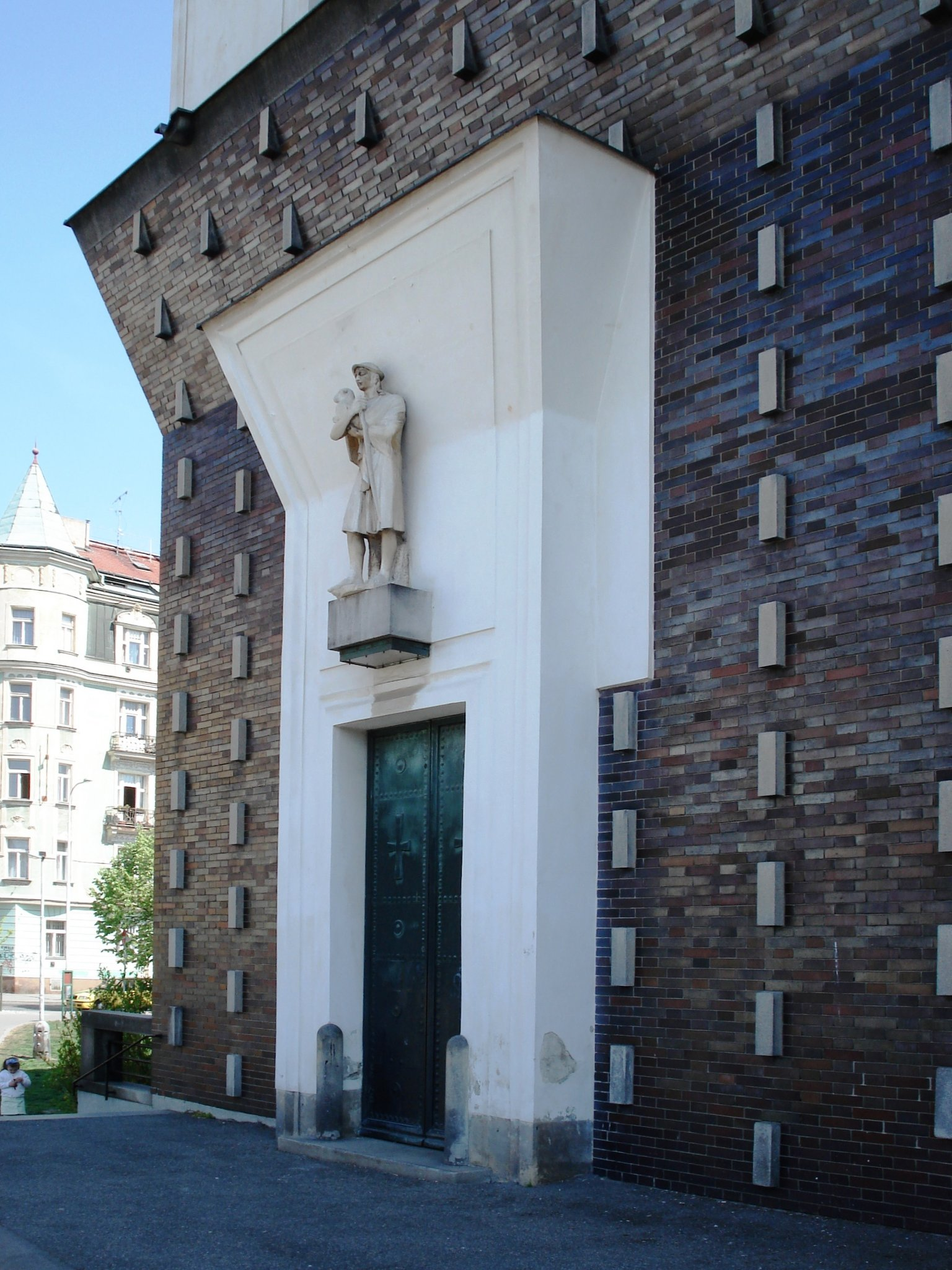
Detail vstupní části exteriéru
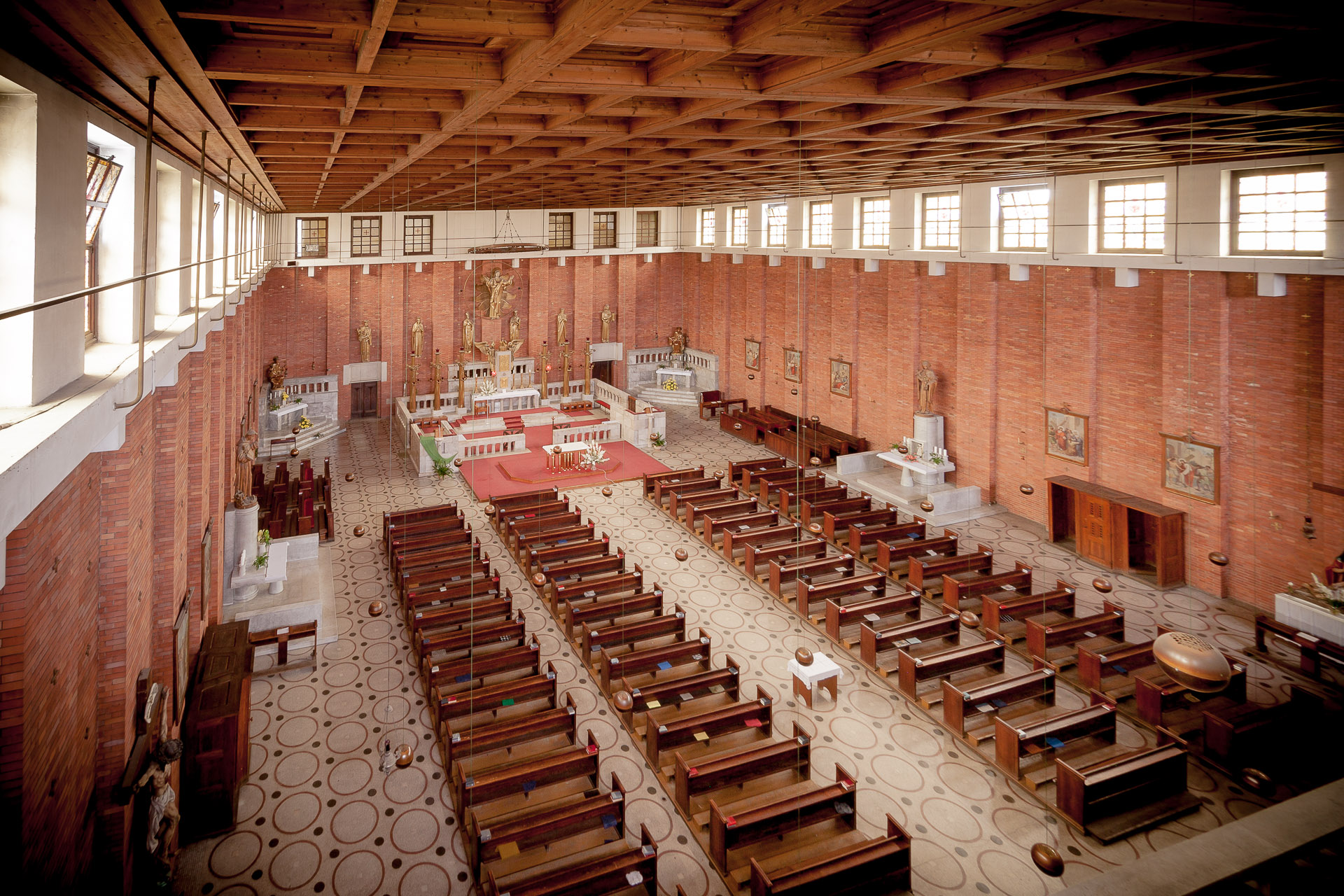
Interiér před rokem 2018
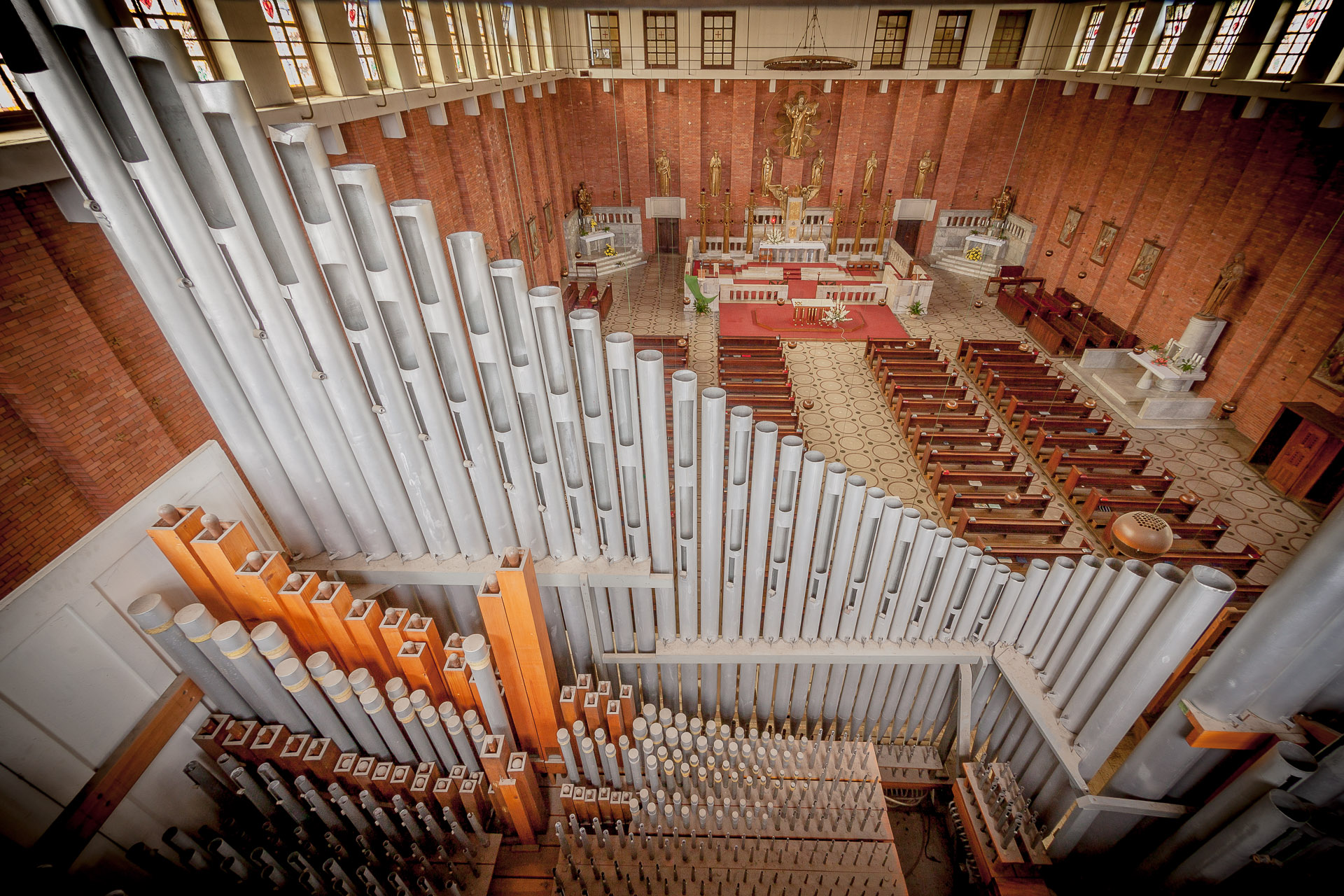
Pohled na varhany shora
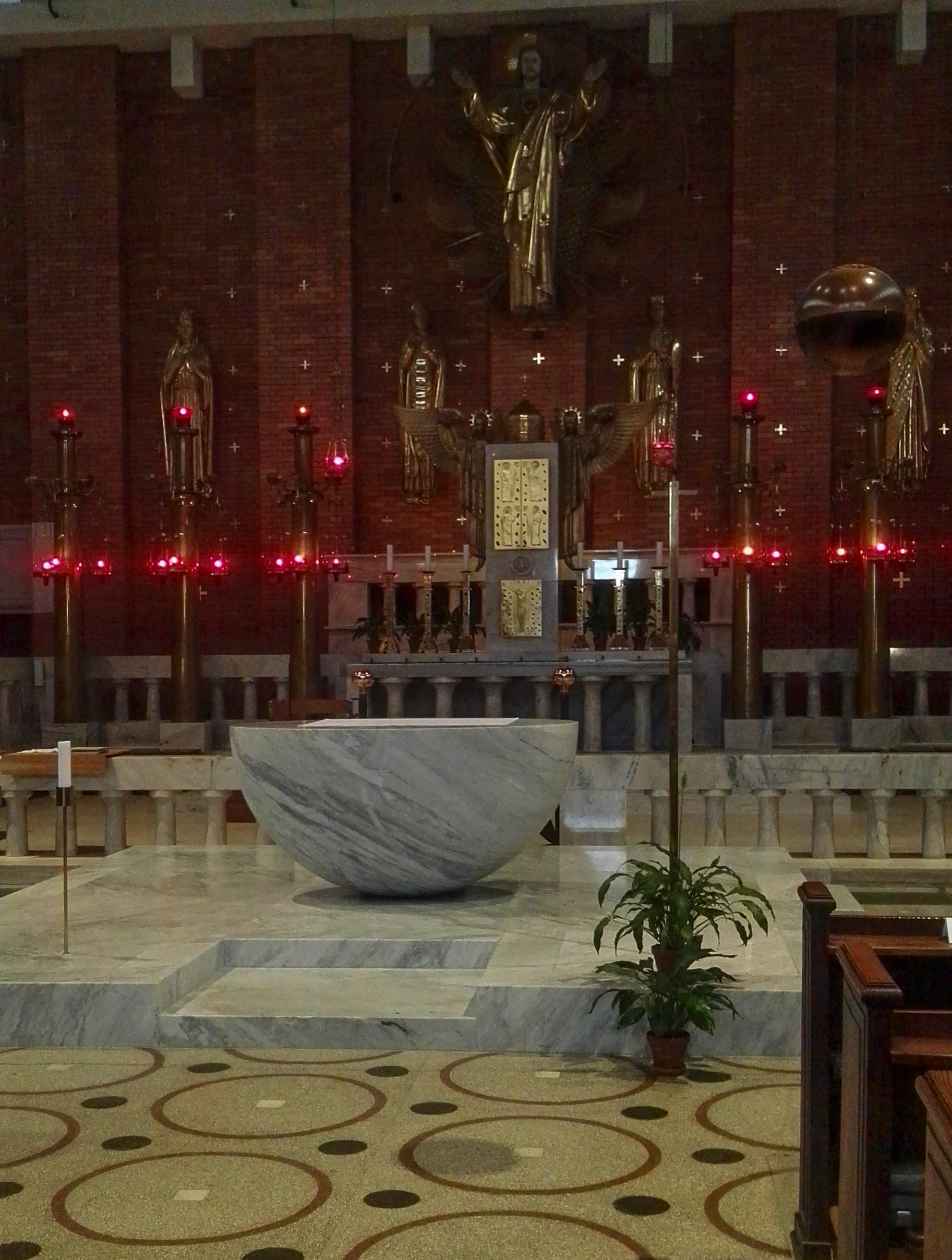
Kamenný oltář z roku 2018
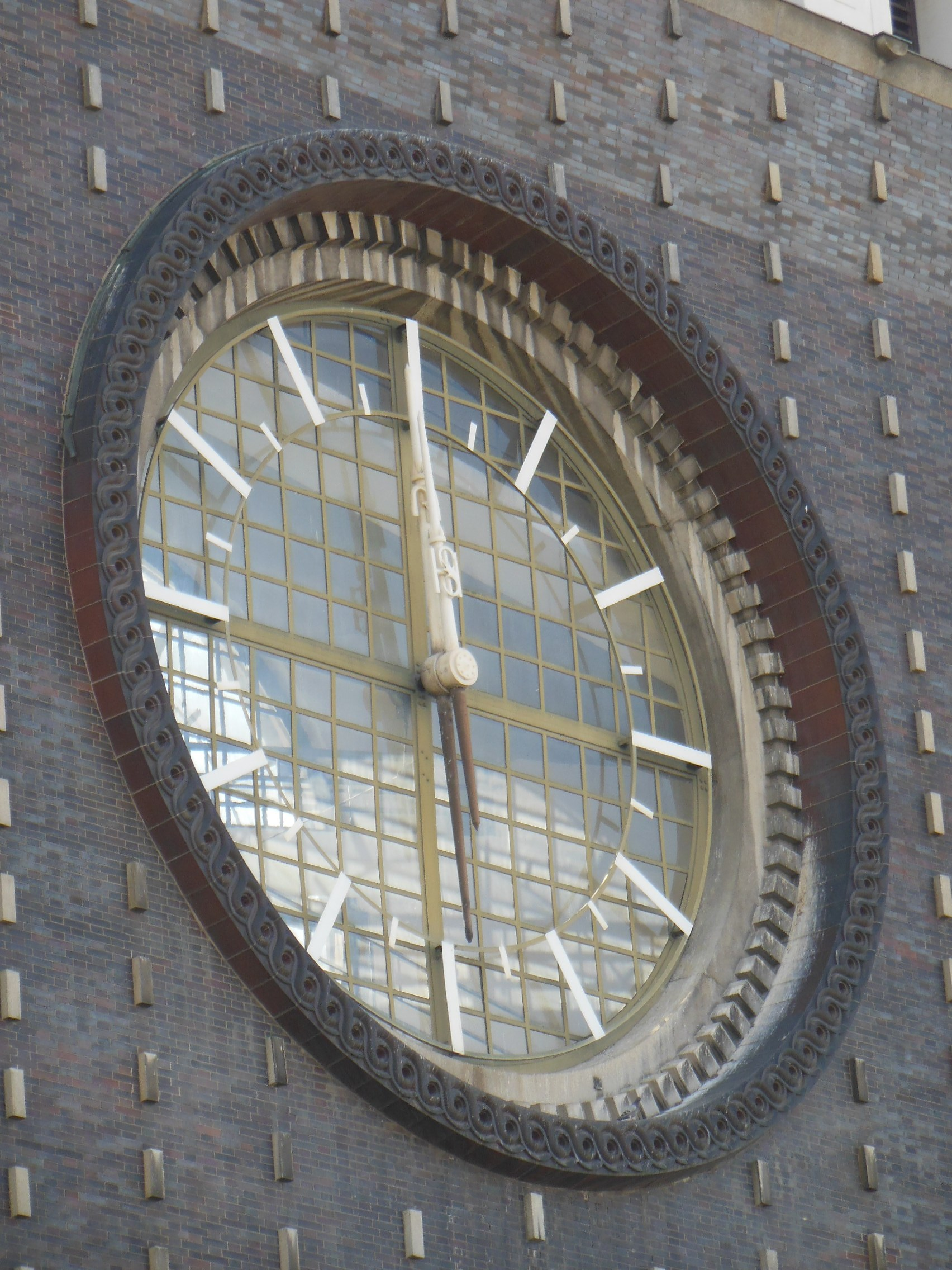
Hodiny
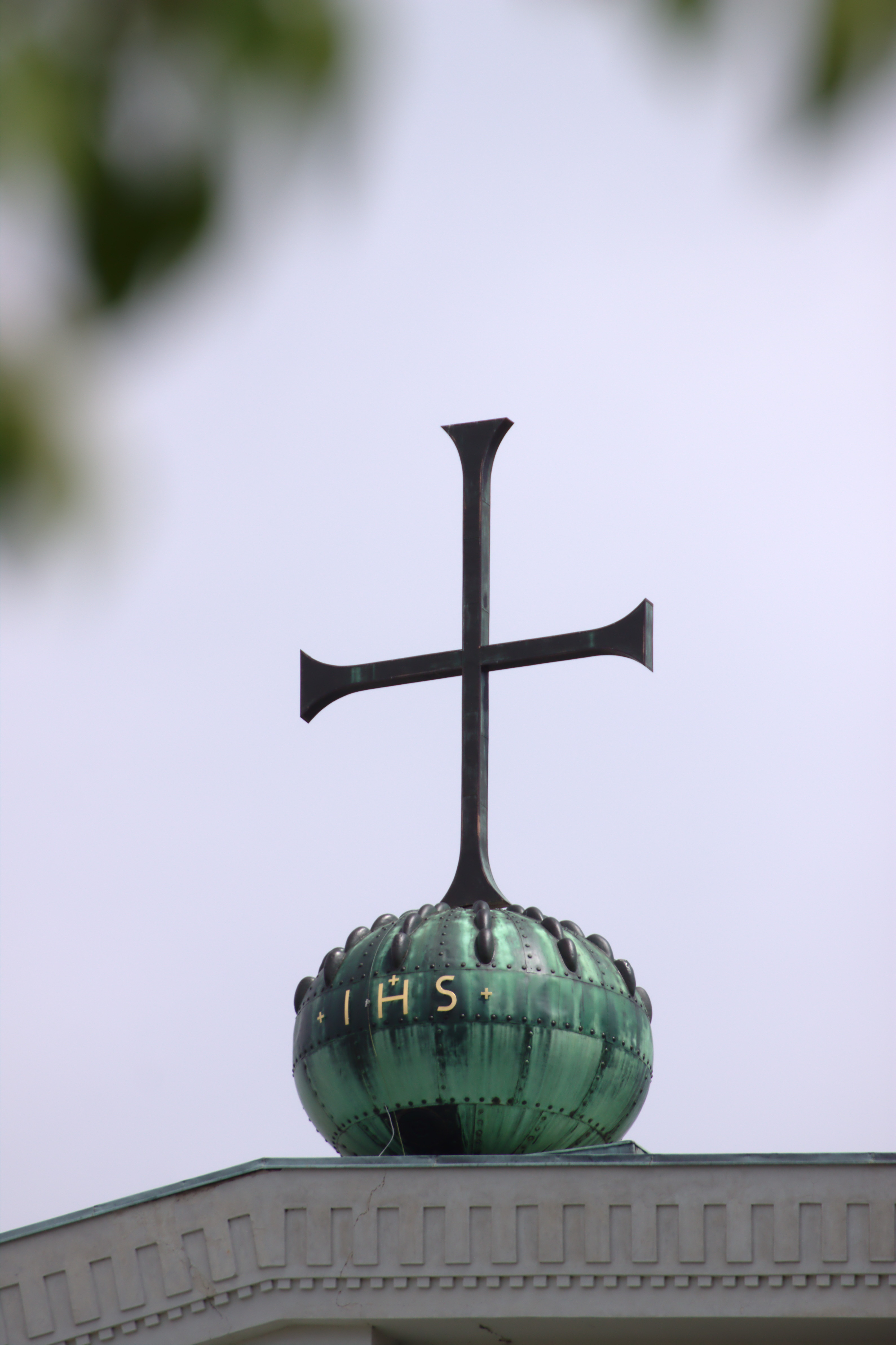
Kříž na věži
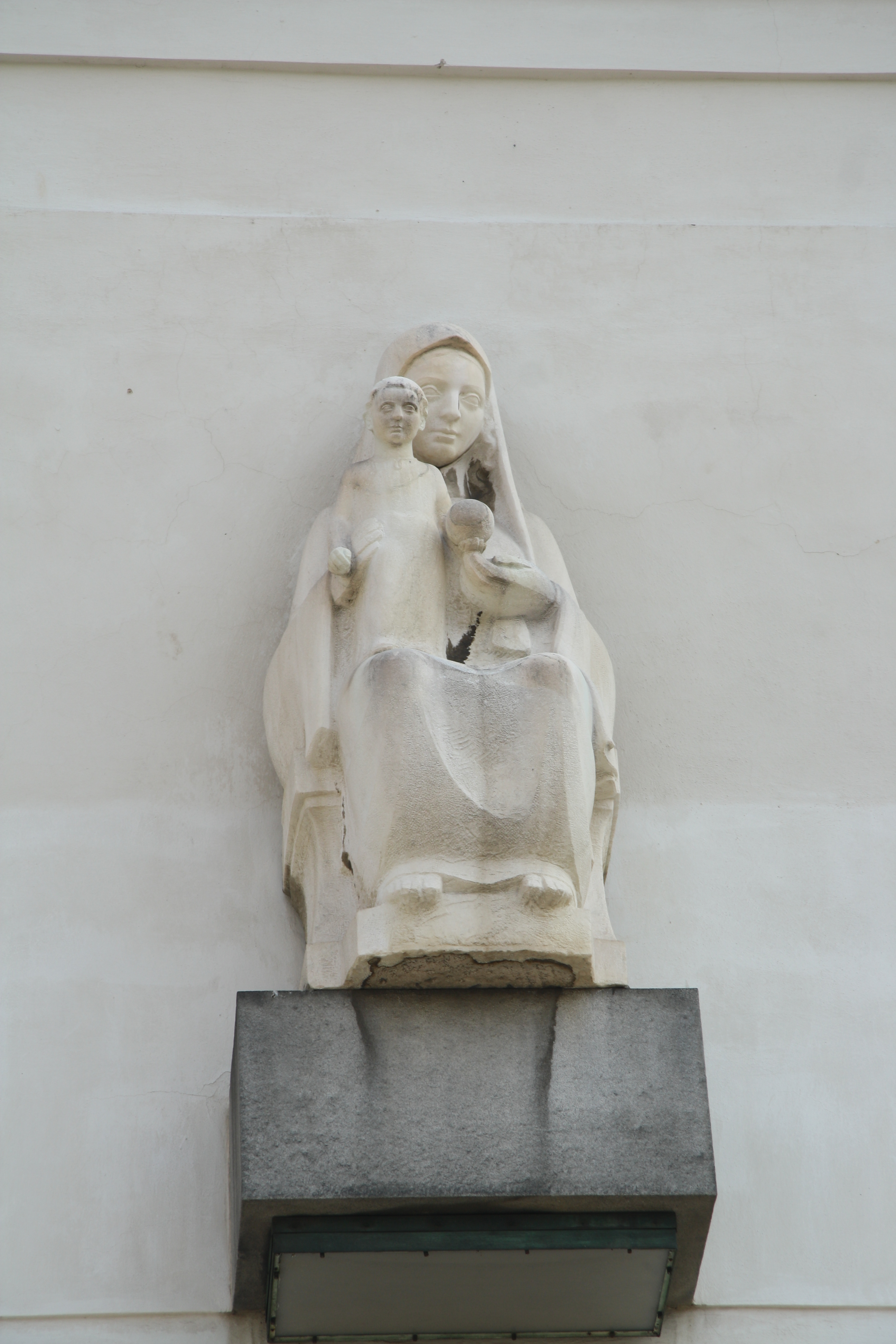
Socha panny Marie s Ježíškem
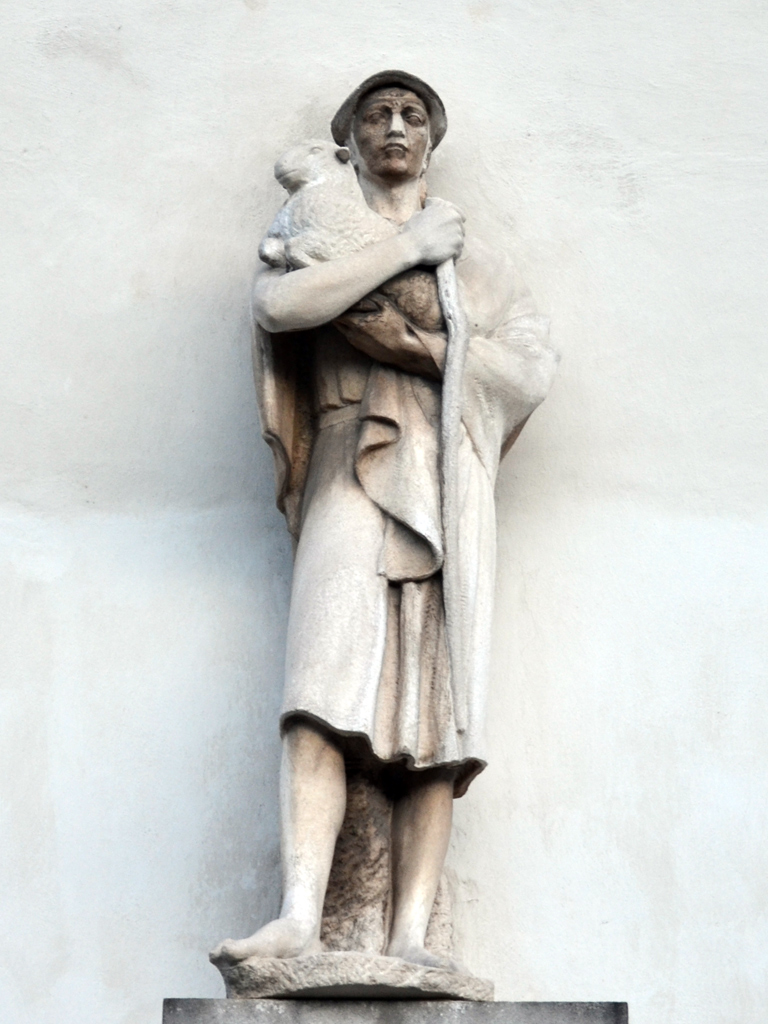
Socha Dobrého pastýře
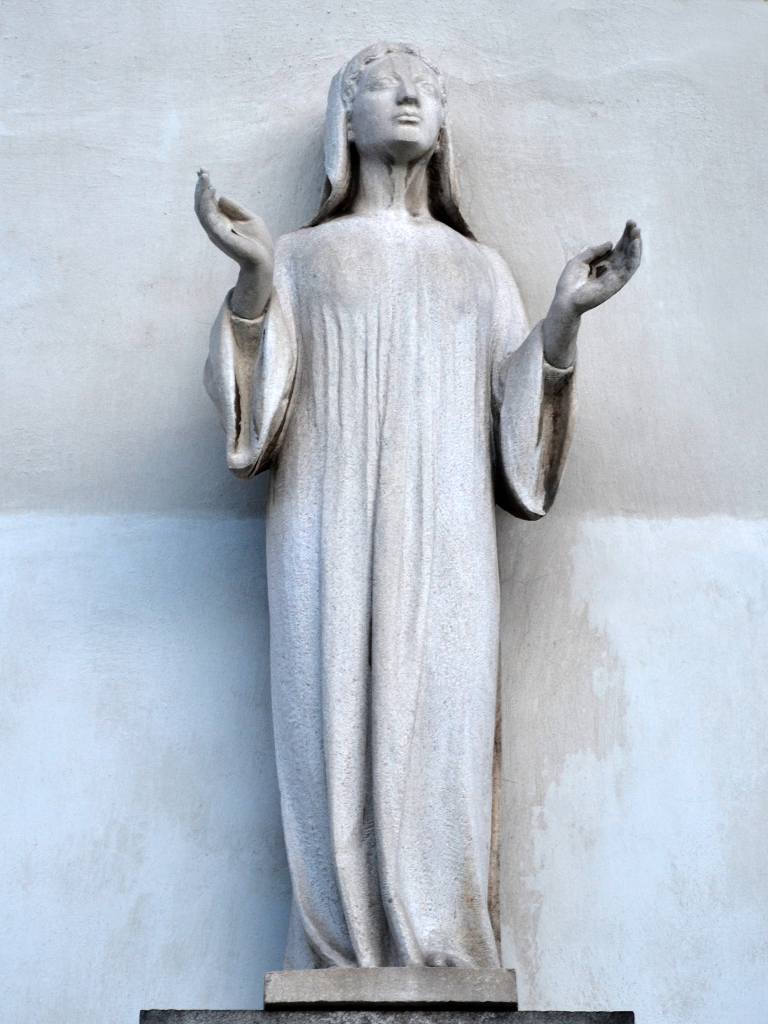
Socha Orantka
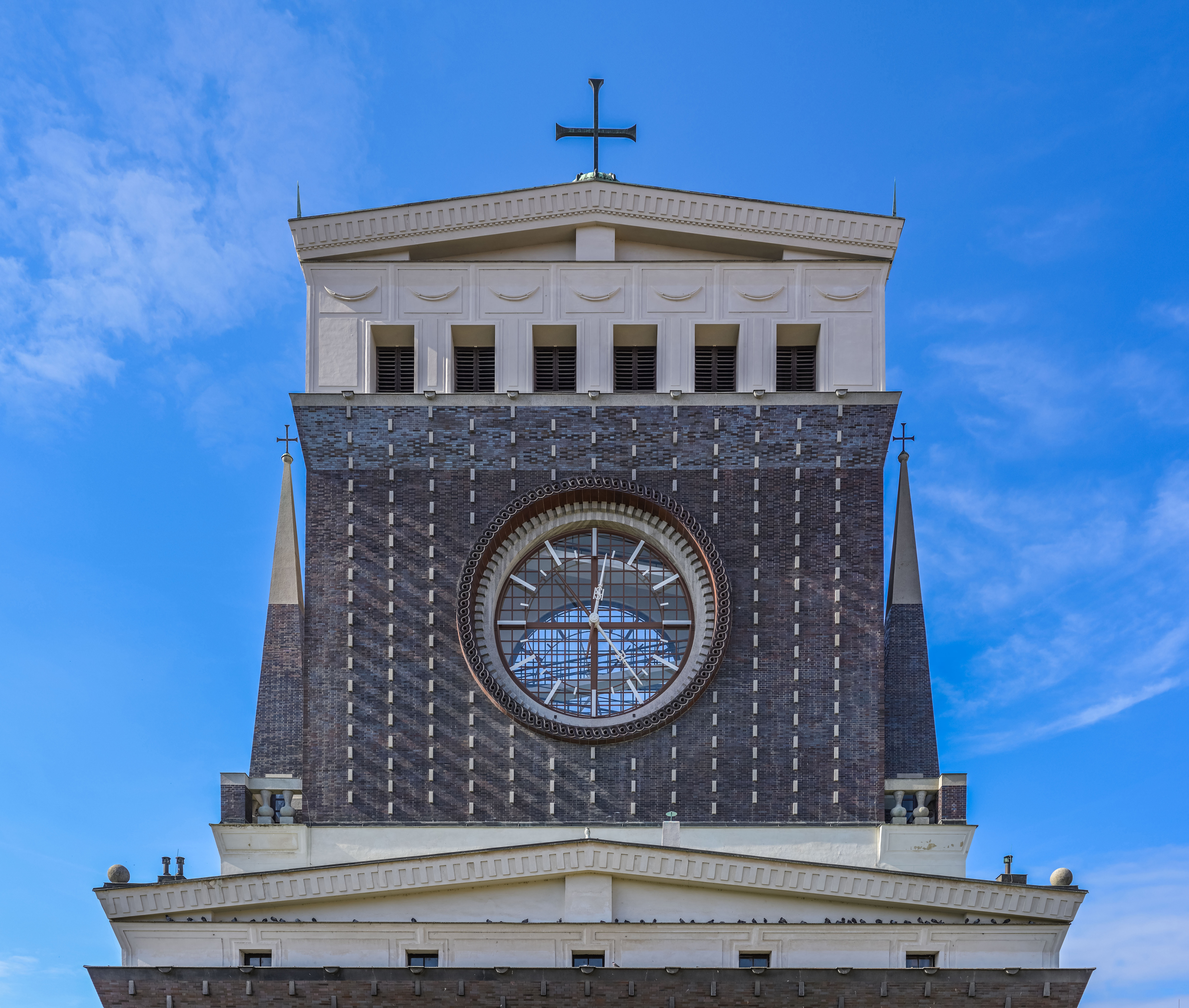
Věž
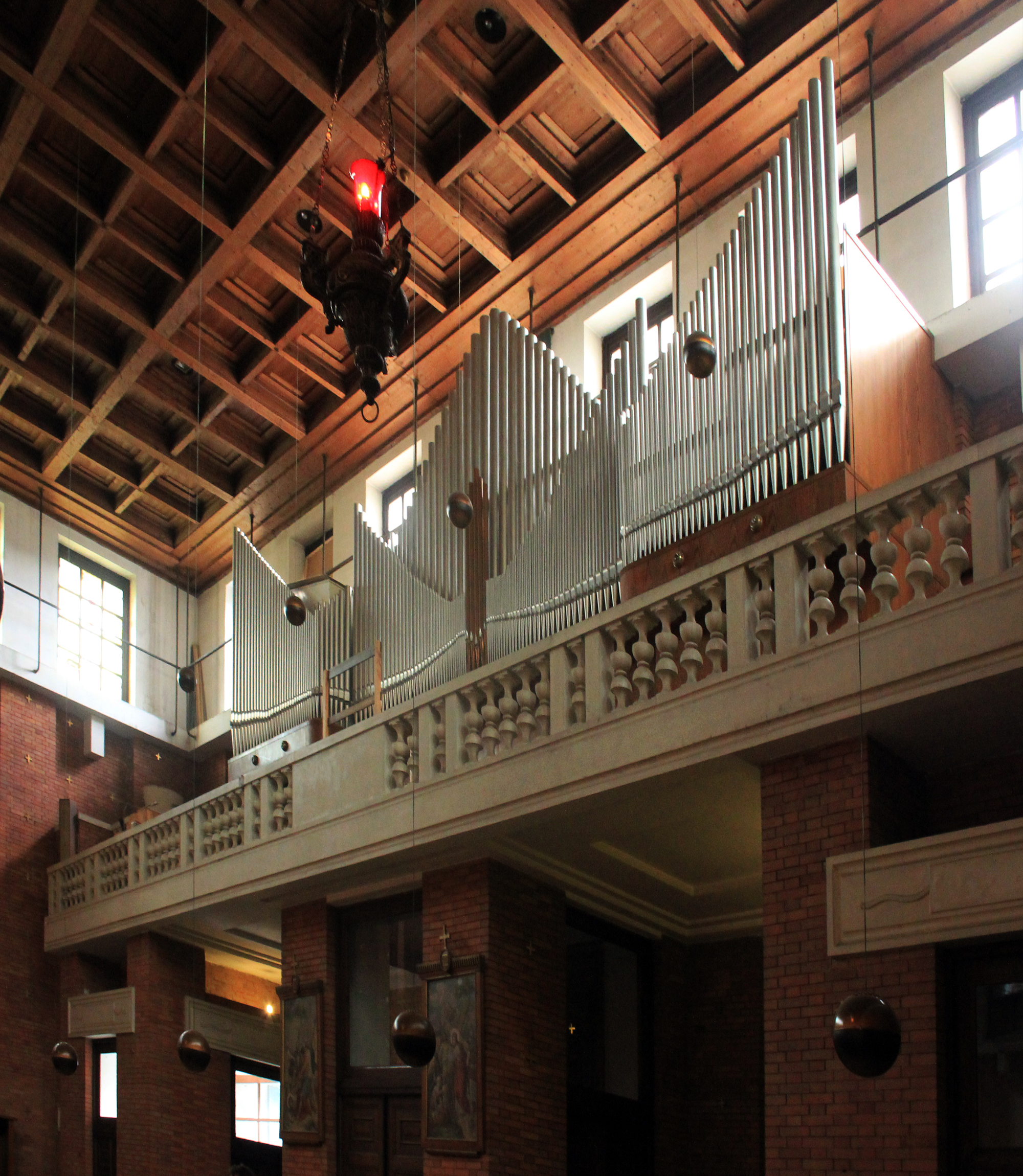
Pohled na varhany
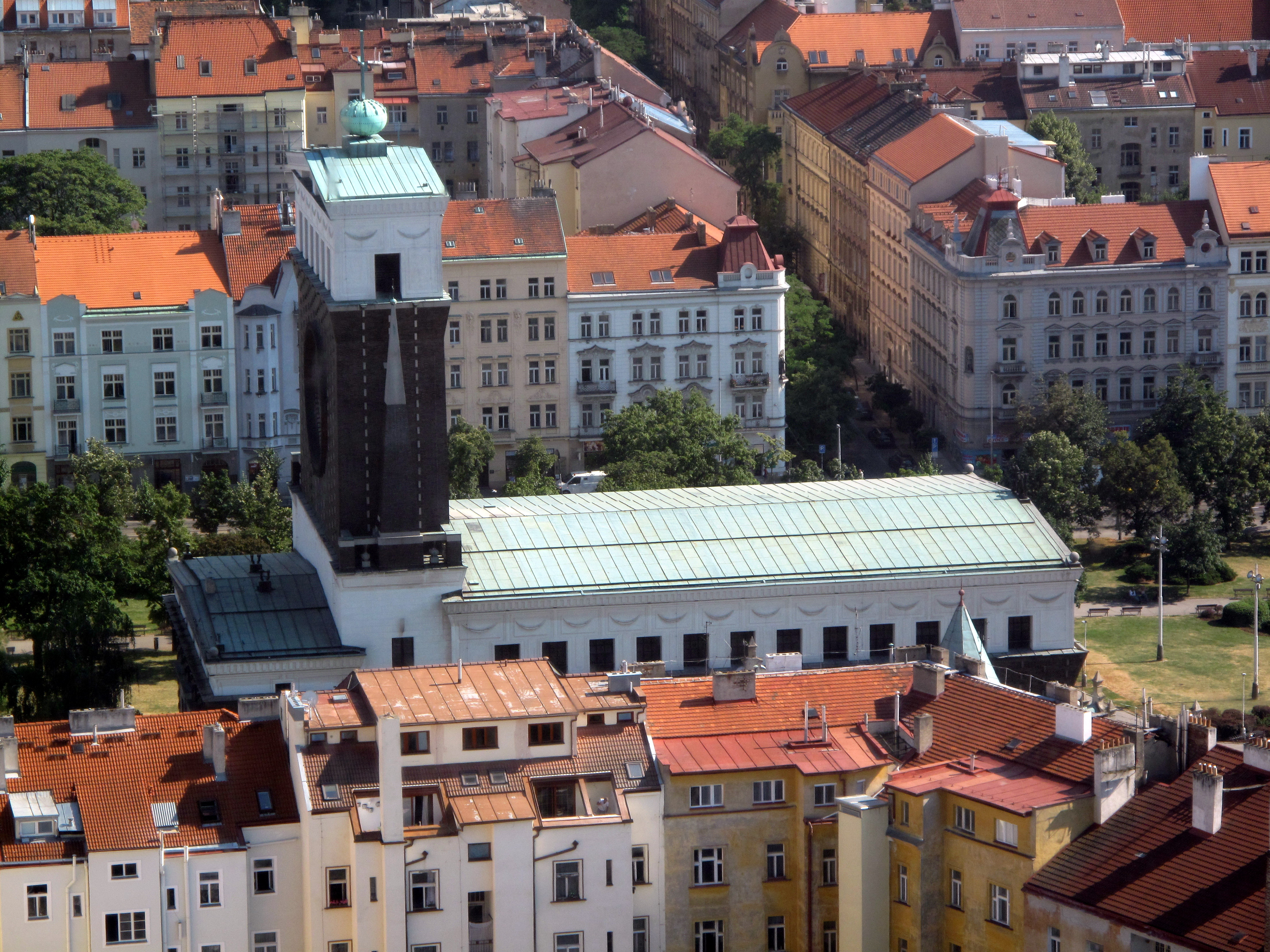
Pohled na kostel ze Žižkovské věže